# HK Belgorod
Der HK Belgorod (russisch ХК Белгород) ist ein 1994 gegründeter russischer Eishockeyklub aus Belgorod. Die Juniorenmannschaft des Klubs spielt seit 2012 in der MHL B. Die Vereinsfarben sind marineblau, hellblau und weiß.

## Geschichte
Der Klub wurde 1994 gegründet. Von 2001 bis 2003 spielte er in der vierten russischen Spielklasse und nach zwei aufeinanderfolgenden Aufstiegen zunächst in der Saison 2003/04 in der drittklassigen Perwaja Liga und schließlich von 2004 bis 2009 im professionellen Eishockey in der Wysschaja Liga, der zweiten russischen Spielklasse. Ab der Saison 2009/10 trat die Mannschaft wieder in der Perwaja Liga an.
2012 wurde die erste Mannschaft des Vereins aufgelöst und stattdessen eine Juniorenmannschaft für die MHL B gemeldet.

## Bekannte Spieler
- Nikita Bespalow (2008–2009)
- Anton Buchanko (2007–2009)
- Jewgeni Bussygin (2008–2009)
- Juri Kljutschnikow (2004–2005)
- Gleb Klimenko (2003–2007)
- Igor Skorochodow (2006–2008)